# 湯の山街道

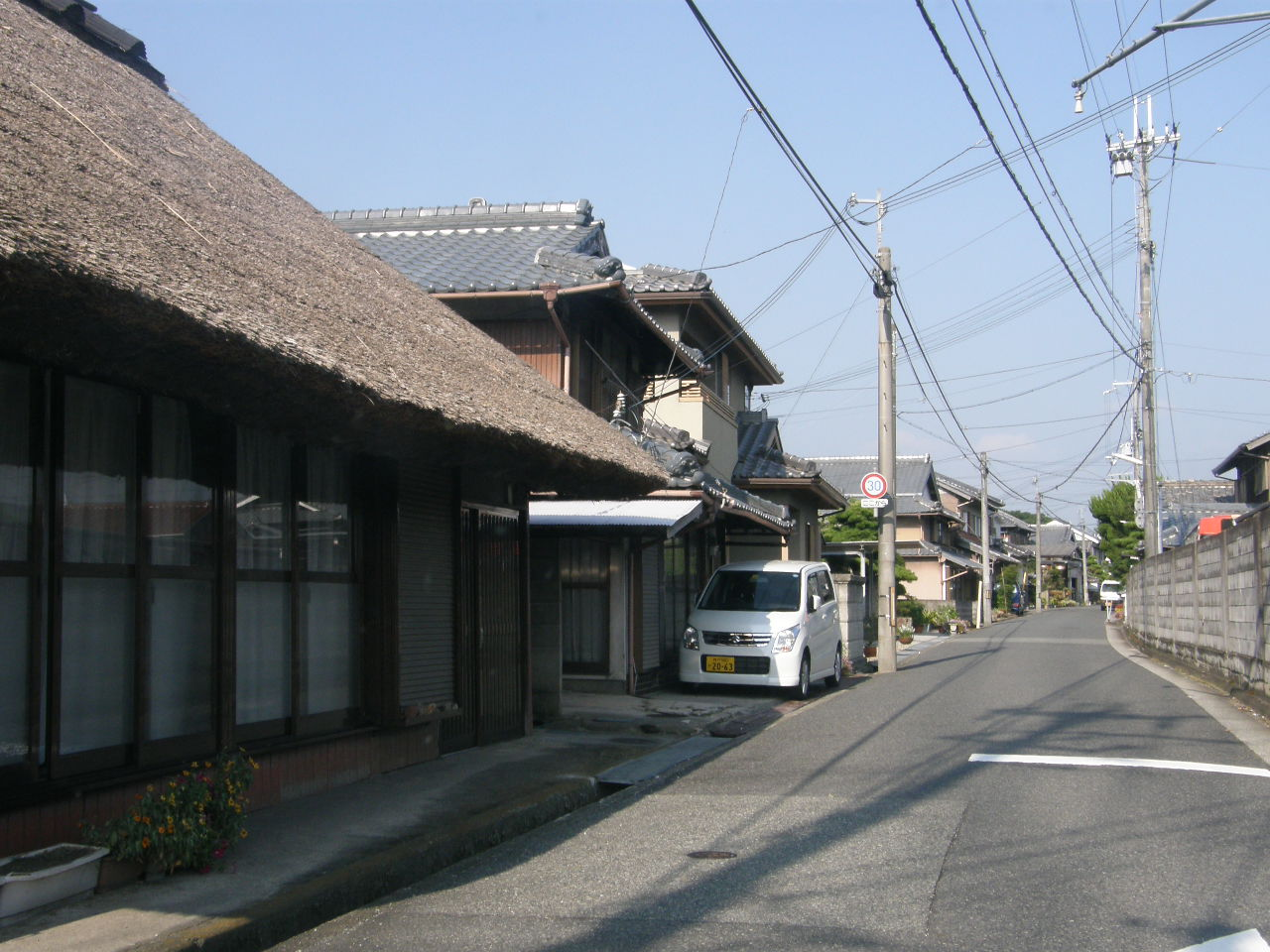
湯の山街道、淡河本町

湯の山街道（ゆのやまかいどう）は、兵庫県三木市から湯の山（有馬温泉）へいたる街道の通称である。戦国時代、羽柴秀吉が三木の別所攻めの際に、作戦行動に利用したり、戦傷者を湯の山へ湯治目的で送るために整備したが、江戸時代には参勤交代に利用された。

## 概要

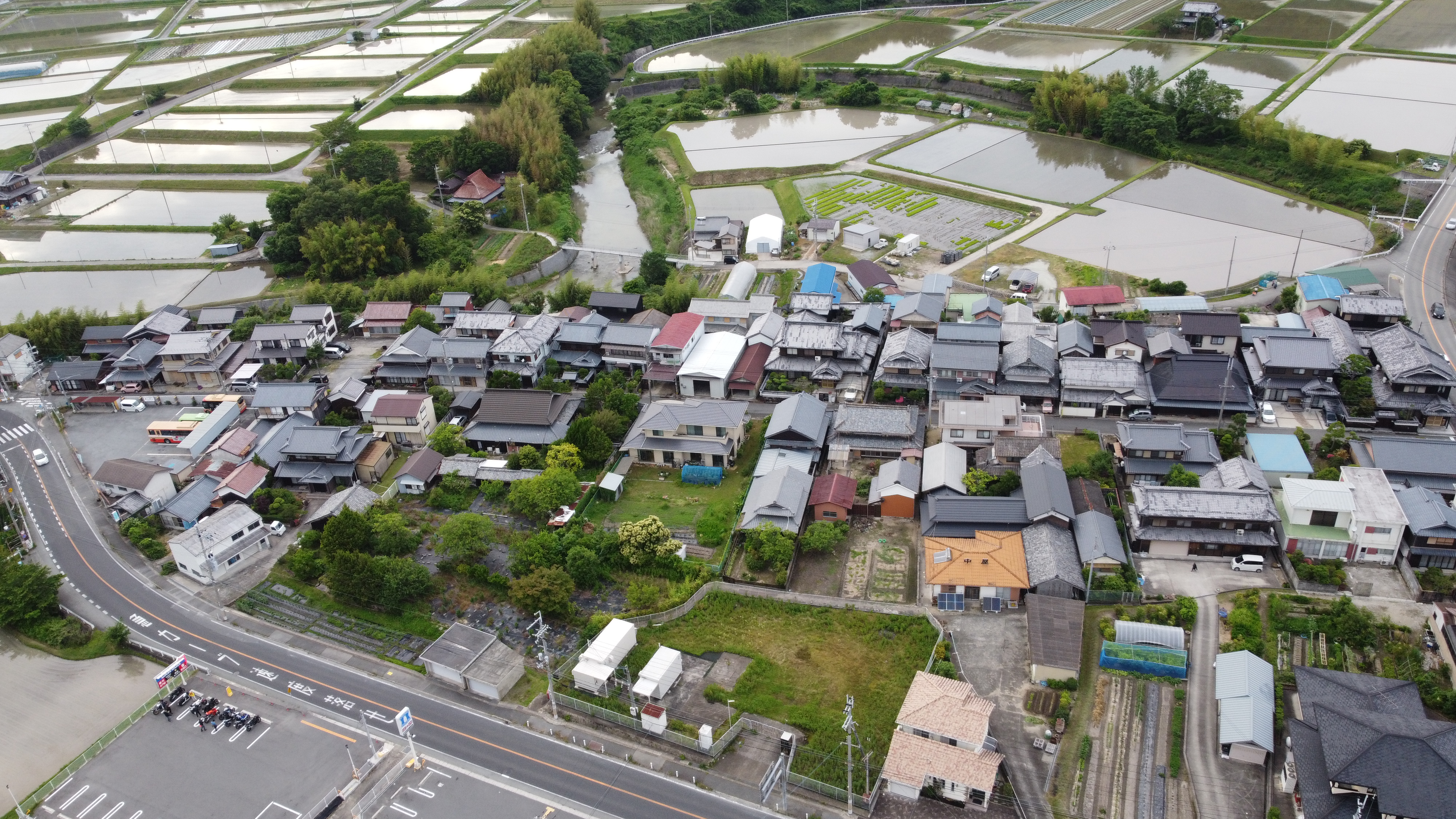
淡河本町と湯の山街道空撮

16世紀に羽柴秀吉（豊臣秀吉）は、別所長治との戦い（三木合戦）の際に、三木を拠点に現在の神戸市北区にある有馬温泉（湯の山）へ何度か作戦行動を起こし、往来した。戦による負傷者の湯治のためにもしばしば利用された道である。以来この名称で呼ばれるようになる。
江戸時代に至っては、参勤交代にも利用され、有馬温泉への湯治客の利用も多かった。現在も三木市内をはじめ、宿場町の面影を残す町並みがわずかながら各地に残されている。
特に三木には、現在も当時の雰囲気を色濃く残す町並みが残され、中二階建ての切妻造り商家や宿場町の特徴にひとつである枡形なども残されている。江戸時代には大きな陣屋も存在し、参勤交代に利用されたという。

## ギャラリー

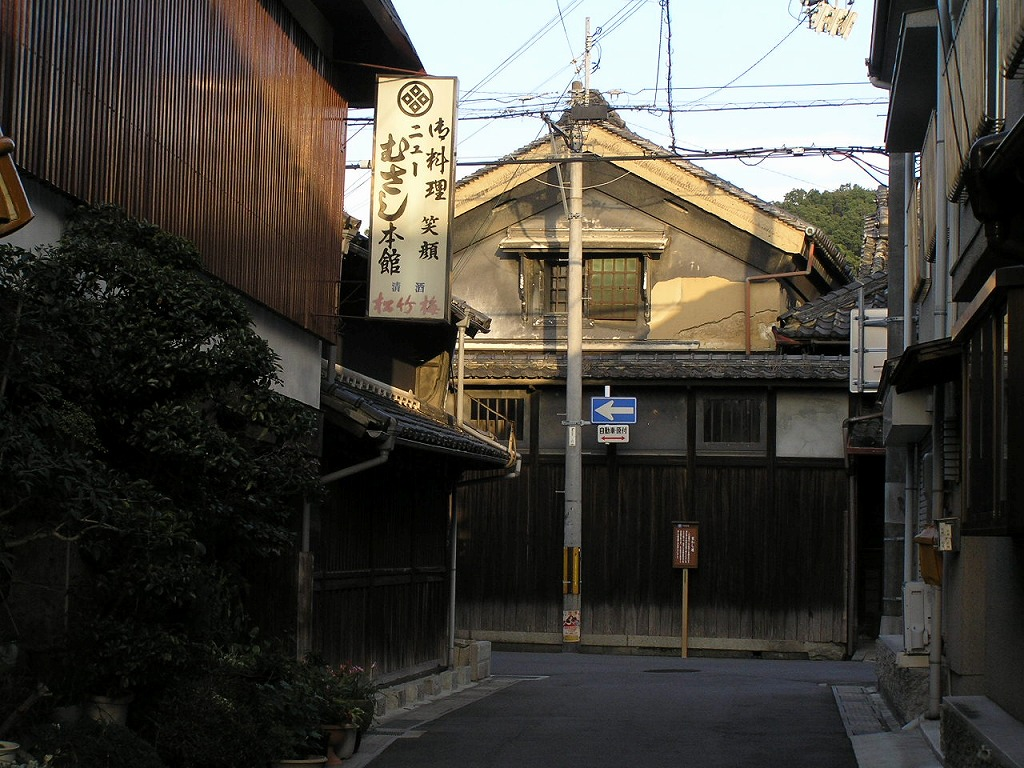
湯の山街道起点の三木中心部。切妻造り商家などが多く残る。
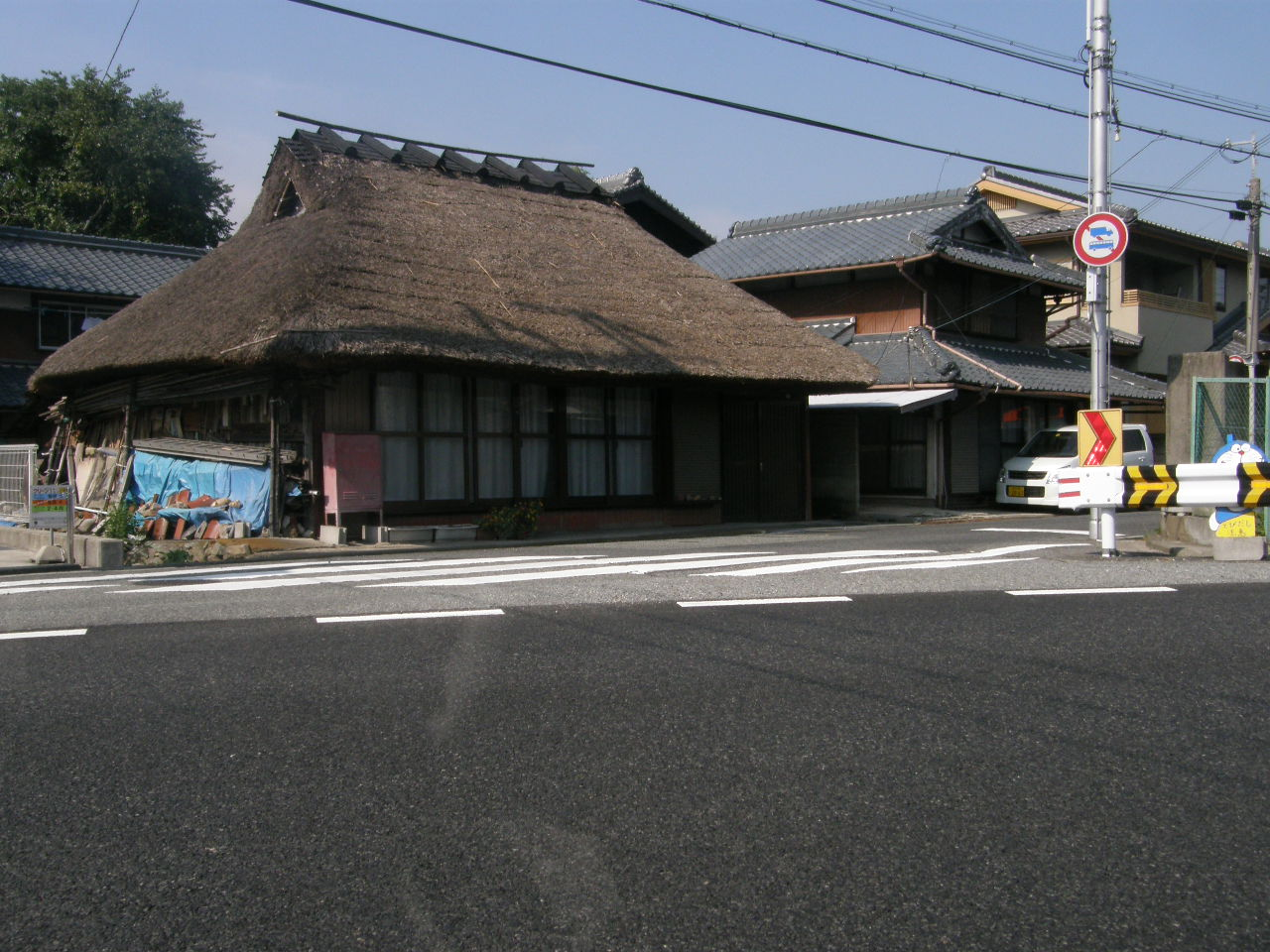
湯の山街道旧道（手前が新道）当時の街道の面影を色濃く残す淡河本町

## 交通アクセス
三木市内の場合

自動車

- 山陽自動車道三木東インターチェンジより約5分、三木文化会館Ｐ駐車、みっきいバス5分。

鉄道

- JR神戸駅より神戸高速鉄道新開地駅経由、神戸電鉄｢恵比須駅」下車、徒歩約3分。